# تیپ ۷۱ پیاده مکانیزه سرپل‌ذهاب
تیپ ۷۱ پیاده مکانیزه سرپل‌ذهاب از تیپ‌های مستقل پیاده‌نظام مکانیزه نیروی زمینی ارتش جمهوری اسلامی ایران است، که پادگان آن در پادگان ابوذر و ستاد فرماندهی آن در شهر سرپل ذهاب، استان کرمانشاه مستقر می‌باشد. تیپ ۷۱ پیاده مکانیزه سرپل‌ذهاب در خلال جنگ ایران و عراق، از یگان‌های تحت امر لشکر ۸۱ زرهی کرمانشاه بود. هم‌اکنون سرهنگ رضا یاوری فرماندهی تیپ ۷۱ پیاده مکانیزه سرپل‌ذهاب را برعهده دارد. فرمانده پیشین تیپ ۷۱ سرپل‌زهاب؛ سرهنگ علی‌حسین محمدی در حمله هوایی اسرائیل کشته شد.

## حمله اسرائیل
در خلال جنگ اسرائیل و ایران در روز ۲۵ خرداد، نیروی هوایی اسرائیل اقدام به حمله هوایی و پهپادی به ستاد فرماندهی تیپ ۷۱ مکانیزه سرپل‌ذهاب در پادگان ابوذر نمود که در پی آن ۶ نفر از اعضای ارتش جمهوری اسلامی ایران کشته شدند. سرهنگ علی‌حسین محمدی فرمانده این تیپ نیز در میان کشته‌شدگان بود.